# 多米諾屋
多米諾屋（法語：Maison Dom-Ino），亦稱骨牌屋，是瑞士-法國建築師勒·柯布西耶於1914-1915設計的住宅結構。

## 簡介

### 設計

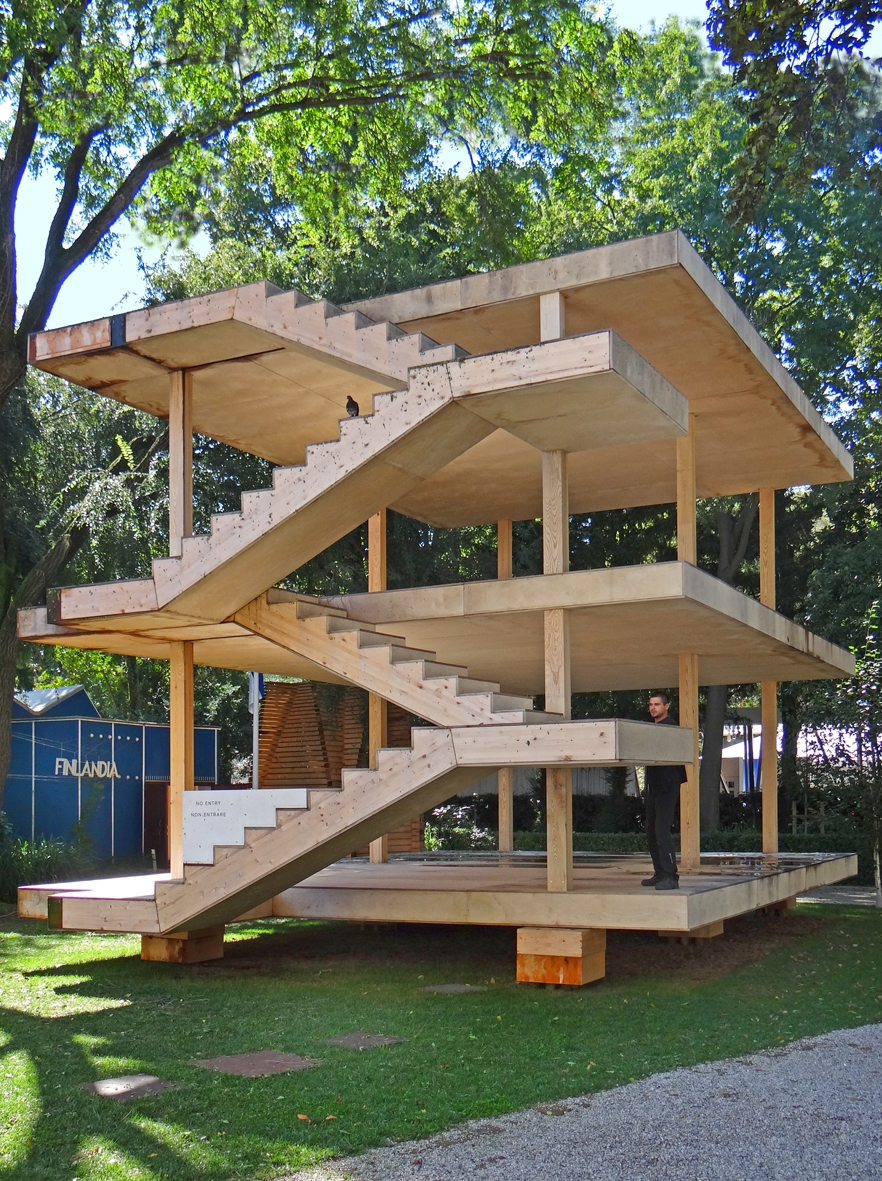
於2014年威尼斯建築雙年展仿建的多米諾屋

鑒於被戰火破壞的法蘭德斯及日益增長的重建住宅的需要，勒·柯布西耶提出了這個結構的原型，以用作大規模生產第一次世界大戰後所需的臨時房屋。整個結構以鋼筋混凝土建成，包括以基座承托的底層，以及用邊緣附近以六根幼細的方柱承托的另外兩層樓面，連接三層的樓梯則位於一旁。住宅所需的外牆、間隔時則可由居民以附近的材料建造。
這個設計摒棄當時常見的主力牆及橫樑等，其意圖為使住宅的樓面獨立於其結構，從而在室內佈局上有更大的自由。另外將柱子置於建築邊緣以內亦使立面隱藏且不受限於結構，設計上亦更自由。這些想法在他1926年提出的新建築五點中得以發揮，成為他未來十年的建築設計的重要影響。

### 名稱
其名稱「Dom-Ino」具有文字的雙關意義，暗示了拉丁語中的房屋「Domus」以及法語中的革新「Innovation」。此外亦可解作多米諾骨牌，由於六根幼柱在其平面圖上看似骨牌上的點數；而且設計上這些結構是用作組成不同排列的排屋，亦與骨牌遊戲相似。

## 評論
馬爾科·比拉吉在《當代建築史》中表示：「若只將這設計視為對某具體需要的務實回應是錯誤的。更應感興趣的是多米諾屋作為一項宣言的角色。因此重點不是可行，而是其象徵意義，其對體現當代結構的理念的渴望。於此最明顯的跡象就是其中對極致的簡潔及美學上的勻稱所作的探究，而其結果就當時鋼筋混凝土的技術發展來說，即使並非不可能，也會遇到極大的難題……猶如洛吉耶的原始小屋般明瞭及著名，多米諾屋不只是當代建築的一個原型，亦是將來建築的一個預言。」